# Кантаньеди
Кантанье́ди (порт.  Cantanhede; [kɐ̃tɐ'ɲed(ɨ)]) — посёлок городского типа в Португалии, центр одноимённого муниципалитета в составе округа Коимбра. Численность населения — 5 тыс. жителей (город), 38,9 тыс. жителей (муниципалитет). Город и муниципалитет входят в экономико-статистический регион Центральный регион и субрегион Байшу-Мондегу. По старому административному делению входил в провинцию Бейра-Литорал.
Покровителем города считается Апостол Пётр.
Праздник города — 25 июня.

## Расположение
Город расположен в 20 км на северо-запад от адм. центра округа города Коимбра.
Муниципалитет граничит:
- на севере — муниципалитеты Вагуш, Оливейра-ду-Байру, Анадия
- на востоке — муниципалитет Меальяда
- на юго-востоке — муниципалитет Коимбра
- на юге — муниципалитет Монтемор-у-Велью
- на юго-западе — муниципалитет Фигейра-да-Фош
- на западе — Атлантический океан
- на северо-западе — муниципалитет Мира

## Население
| Население муниципалитета Кантаньеди (1801—2004) | Население муниципалитета Кантаньеди (1801—2004) | Население муниципалитета Кантаньеди (1801—2004) | Население муниципалитета Кантаньеди (1801—2004) | Население муниципалитета Кантаньеди (1801—2004) | Население муниципалитета Кантаньеди (1801—2004) | Население муниципалитета Кантаньеди (1801—2004) | Население муниципалитета Кантаньеди (1801—2004) | Население муниципалитета Кантаньеди (1801—2004) |
| ----------------------------------------------- | ----------------------------------------------- | ----------------------------------------------- | ----------------------------------------------- | ----------------------------------------------- | ----------------------------------------------- | ----------------------------------------------- | ----------------------------------------------- | ----------------------------------------------- |
| 1801                                            | 1849                                            | 1900                                            | 1930                                            | 1960                                            | 1981                                            | 1991                                            | 2001                                            | 2004                                            |
| 10 759                                          | 14 967                                          | 27 796                                          | 33 696                                          | 41 303                                          | 38 717                                          | 37 140                                          | 37 910                                          | 38 590                                          |

## История
Город основан в 1514 году.

## Районы
В муниципалитет входят следующие районы:
1. Ансан
2. Болью
3. Кадима
4. Камарнейра
5. Кантаньеде
6. Кординьян
7. Кортисейру-де-Сима
8. Ковойнш
9. Фебреш
10. Муртеде
11. Орентан
12. Отил
13. Покариса
14. Портуньюш
15. Сангиньейра
16. Сепинш
17. Сан-Каэтану
18. Тоша
19. Виламар